# Државни службеник (3. сезона)
Трећа сезона криминалистичке телевизијске серије Државни службеник емитовала се од 23. априла до 29. маја 2022. на каналу Суперстар ТВ и садржи 12 епизода. 

## Улоге

### Главне
- Милан Марић као Лазар Станојевић
- Жарко Лаушевић као Илија Поморац
- Небојша Дугалић као Станоје Милојевић
- Ненад Јездић као Славко
- Радован Вујовић као Мирко Бакрач
- Милена Радуловић као Лидија
- Ваја Дујовић као Ана Станојевић
- Љубомир Булајић као Љуба Коларић
- Марта Бјелица као Милица Крстић "Крле"
- Петар Бенчина као Небојша

### Епизодне
- Марко Божић као Милутин Станојевић
- Игор Ђорђевић као Хамед Пузовић
- Франо Машковић као Иван
- Нина Нешковић као Маја Светличић
- Марко Баћовић као Ђуровић
- Ненад Окановић као Копчалић
- Никола Пејаковић као Едо
- Ана Лечић као Мима
- Ања Станић као Аиша
- Анђелика Симић као Драгана
- Даница Радуловић као Савићка
- Јасмина Вечански као Драгиња
- Брет Бикли као Теодор Ребит
- Родерик Хил као Џулијан Бедов
- Јована Милетић као Џенифер Донован
- Марта Богосављевић као Нада
- Тијана Марковић као сестра Ирена
- Пеђа Марјановић као инспектор
- Мурат Гарипагаоглу као Аскер
- Месут Озкачечи као Јусуф
- Менсур Сафхију као Бајрам Богдани
- Реља Јанковић као Марко
- Раде Маричић као Дрен
- Тијана Караичић као сестра Милана
- Срђан Кнер као Енвер
- Саша Торлаковић као Милан
- Марко Ђуришић као Ерен
- Матија Поповић као Иван
- Александра Шаљић као Савићкина колегиница
- Љубинка Кларић као агентица за некретнине
- Милан Новаковић као рецепционер
- Теодора Алексић као рецепционерка
- Филип Радовановић као возач џипа
- Срђан Марковић као форензичар
- Стефан Старчевић као полицајац
- Милован Филиповић као власник кладионице
- Октај Јавузаслан као Аишин возач
- Алпер Башкан као Берк
- Јелена Мур као девојка у Едовој кући
- Михаило Глишовић као достављач
- Бранислав Ћапић као граничар Србија
- Владимир Аврамовић као граничар Србија
- Иван Милошевић као граничар Србија
- Тамара Радовановић као Ивана
- Ван Гог као Чанг Чен Пинг Минг
- Димитрије Аранђеловић као конобар Млатишуме
- Славица Вучетић као Марија
- Лука Антонијевић као младић испред болнице
- Наташа Остојић као Надина ортакиња
- Нина Мрђа као Надина ортакиња
- Никола Поповић као полицајац у станици
- Антонела Васић као портпаролка
- Кристијан Марковић као радник обезбеђења
- Миливоје Станимировић као Ребитов возач
- Теодора Гачић као сестра 1
- Наташа Миовчић као сестра 2
- Владана Зиндовић Дошљак као сестра 3
- Мина Обрадовић као сестра
- Миљан Давидовић као газда кафане
- Предраг Коларевић као старији господин
- Снежана Кнежевић као госпођа
- Јована Петронијевић као водитељка
- Дејан Цицмиловић као кондуктер
- Ана Пиндовић као сестра амбуланта
- Јао као кинески научник
- Лазар Николић као младић у болници
- Вахид Џанковић као златар из Београда
- Александар Стоименовски као дилер Истанбул
- Лазар Тасић као српски дилер
- Андреј Шепетковски као Карамарковић
- Станислав Лисниј као Атаман
- Рамазан Озкан као Бурак
- Едмонд Сотир као Богданијев човек
- Веј Ванг као Кинез дублер
- Стивен као Кинез возач
- Милан Никитовић као агент БИА
- Сафет Ресулбеговић као лаборант
- Милан Зарић као полицајац из пратње
- Марко Ивановић као полицајац из пратње
- Лазар Максић као полицајац Косово
- Александар Ристановић као човек који прати Ребита
- Амар Ћоровић као дилеров рођак
- Жељана Недељковић као забрађена Туркиња
- Емре Килич као Бураков син
- Саша Брадашевић као Бураков рођак
- Умур Четинер као Бураков рођак
- Мерт Ђуман као Јусуфов помоћник
- Немања Живковић као Богданијев возач џипа
- Џордан као Кинез са градилишта
- Миливој Петровић као лаборант БИА
- Грег де Чуир као путник
- Ја као Шинг
- Џангар Пиџијев као Кинез убица
- Катарина Стевановић као девојчица
- Андрија Ковач као Копчалићев момак
- Владан Милић као доктор
- Антоан Шојат као патолог
- Милош Тимотијевић као Лука
- Милош Лучић као Едов телохранитељ
- Ђорђе Николић као Славков телохранитељ
- Александар Ранковић као Аскеров телохранитељ
- Дејан Тошић као Аскеров телохранитељ
- Никола Цветковић - логистика БИА
- Милисав Карабиберовић као Десимир Мулахасанмегибратимовић Зоки

### Гостујуће
- Тихомир Станић као Предраг Марјановић (лик и серије Убице мог оца)
- Иван Ђорђевић као Веса (лик и серије Убице мог оца)

## Епизоде
| Бр. у серији | Бр. у сезони | Назив          | Редитељ        | Сценариста                        | Премијерно емитовање |
| --- | ------------ | -------------- | -------------- | --------------------------------- | -------------------- |
| 25 | 1            | „Епизода 3.1”  | Мирослав Лекић | Владимир Кецмановић и Сташа Бајец | 23. април 2022.      |
| Пандемија коронавируса је почела. Земља је стала, а становништво је закључано у своје домове. Али, ограничења нису уведена за све. У Србију стиже тајанствени Американац Теодор Рабит. Служба страхује од немира услед недостатка потребних здравствених материјала и сматра то ратним стањем. Као нови руководилац службе, Бакрач се труди да држи ствари под контролом, иако је емотивно растрзан због односа са Лидијом. Милојевић је у изолацији у селу, служба га прати док он само на први поглед мирно пеца. Љуба и Крле, по Лазаровом налогу, одлазе на мађарску границу како би преузели плаћене респираторе. Тајанствени Американац Рабит има пословни предлог за Илију, али неко се меша у те планове. |              |                |                |                                   |                      |
| 26 | 2            | „Епизода 3.2”  | Иван Живковић  | Владимир Кецмановић и Сташа Бајец | 24. април 2022.      |
| Упркос Лазаровом противљењу, Бакрач враћа Ану назад у службу. Лазар има много већих проблема, јер су Крле и Љуба преотели Славку респираторе и он је бесан. Покушава преко кума Ђуровића да уради нешто, али и Бакрач стаје на Лазареву страну. Међутим, он и Лазар ипак морају формално да суспендују Крле. Испоставља се да је Илијин нови тајанствени посао много већи него што је то изгледало на први поглед. Пада и прва жртва, а Милоје, ипак, није тако миран него што то служби изгледа на први поглед. |              |                |                |                                   |                      |
| 27 | 3            | „Епизода 3.3”  | Мирослав Лекић | Владимир Кецмановић и Сташа Бајец | 30. април 2022.      |
| Анин повратак на посао под лажним идентитетом особе из Батута, која контролише ситуацију у ковид болници, поприлично утиче на њен и Лазаров однос. Лазар, међутим, има важнијих проблема након проналажења Рабитовог леша и открића да се ради о убиству. Мора да се организује нови компликовани посао. Са друге стране, ни Славко не мирује. Бесан је због отетих респиратора. На руку му иде и Ђуровићев потлачени положај од стране Бакрача. |              |                |                |                                   |                      |
| 28 | 4            | „Епизода 3.4”  | Иван Живковић  | Владимир Кецмановић и Сташа Бајец | 1. мај 2022.         |
| Лазар шаље Хамеда на тајни задатак, иако му баш не улива поверење. Међутим, Хамед има своје пазарске везе у Истанбулу. Паралелно ради на лоцирању Маје, пошто зна да је она извршила убиство Рабита али зна да она то није могла да уради сама. Мићко се разболева и Ана се брине да га она није заразила короном. Тражи помоћ од доктора Ивана. Ђуровић по Славковом наређењу креће против Бакрача, који с друге стране добија узнемиравајућу поруку. |              |                |                |                                   |                      |
| 29 | 5            | „Епизода 3.5”  | Мирослав Лекић | Владимир Кецмановић и Сташа Бајец | 7. мај 2022.         |
| Ана и Лазар напето ишчекују Мићкове резултате. Љуба се успешно инфилтрира у Мајино село и прави однос с њеном сестром Надом. Ђуровић не одустаје од Славковог задатка и тражи подршку од колегинице Савић.Хамед наставља са испуњавањем свог задатка у Истанбулу, али се ствари компликују. Лидија све више сумња да је Лазар тај који се окренуо против ње и Бакрача. С друге стране, ни Крле није више безбедна. Лазаров и Анин однос почиње да се мења, иако ни њему самом није јасно зашто. |              |                |                |                                   |                      |
| 30 | 6            | „Епизода 3.6”  | Иван Живковић  | Владимир Кецмановић и Сташа Бајец | 8. мај 2022.         |
| Љубин тајни задатак помало скреће са колосека, а Хамед је у потпуној невољи у Истанбулу. Лазар и Илија не могу да му помогну и схватају да се иза свега крије много више. То донекле замаскира Лазару његов проблем с Аном, а истовремено га и Бакрач сумњичи да му ради иза леђа. И ту није крај његовим проблемима јер се појављује и Маја. |              |                |                |                                   |                      |
| 31 | 7            | „Епизода 3.7”  | Мирослав Лекић | Владимир Кецмановић и Сташа Бајец | 14. мај 2022.        |
| Непрежаљена Хамедова љубав, Ајша, покушава да му помогне да у Истанбулу дође до нове позиције, иако је на њему на памети само једно. Маја је одала ко стоји иза свега и време је да се ствари истерају на чистац, али Милоје је, ипак, био искусни оперативац и бежи им неколико корака. Чак ни Марјановић ни јавна не могу да помогну Лазару и Бакрачу. Дефинитивно, у служби је кртица; а ни они који се праве пријатељи то нису.Ова епизода је унакрсна са серијом Убице мог оца. |              |                |                |                                   |                      |
| 32 | 8            | „Епизода 3.8”  | Иван Живковић  | Владимир Кецмановић и Сташа Бајец | 15. мај 2022.        |
| Илија, забринут око Милојевог нестанка, тражи помоћ где би то најмање желео свестан да ће га скупо коштати. Али, нема превише избора. У Истанбулу, Ајша на Хамедово изненађење доноси једну помало неуобичајену одлуку. Лазару и даље није јасно како је успео да изгуби Ану, иако је свестан да никад није прихватио да је и она агент службе. Ана, с друге стране, доживљава катарзу у односу с доктором. |              |                |                |                                   |                      |
| 33 | 9            | „Епизода 3.9”  | Мирослав Лекић | Владимир Кецмановић и Сташа Бајец | 21. мај 2022.        |
| Бакрач и Лазар постају свесни да у служби имају кртицу и да је Милојевић корак испред њих. Невољно се удружују са Марјановићем. Лазар упркос лошем односу са Аном помаже њену болницу што доктор сазнаје. Проблеми око њега се само гомилају док му Маја открива важну информацију која мења све. Ајша и Хамед заједно стижу са тајанственим конвојем у Србију али конвој чека још неко.Ова епизода је унакрсна са серијом Убице мог оца. |              |                |                |                                   |                      |
| 34 | 10           | „Епизода 3.10” | Мирослав Лекић | Владимир Кецмановић и Сташа Бајец | 22. мај 2022.        |
| По Милојевом наговору, медији крећу у оштру акцију против службе што је у овом тренутку Лазарев и Бакрачев најмањи проблем jер тајанствени конвој мора бити предат на време. Ствари и догађаји су се превише закомпликовали и Лазар невољно мора да активира и старе позиције на Косову. Хаме је једини срећан са Ајшом и одлучује радикално да промени живот, али му баш околности не иду на руку. Лидија, напокон, открива ко је кртица у служби.Ова епизода је унакрсна са серијом Убице мог оца. |              |                |                |                                   |                      |
| 35 | 11           | „Епизода 3.11” | Мирослав Лекић | Владимир Кецмановић и Сташа Бајец | 28. мај 2022.        |
| Упркос проблемима са мајком и Мимином издајом, Крле успешно извршава акцију по Лазаровом налогу. Илија притиска Славка, главе су у питању. Ана улази у раскорак са самом собом и оним што је оставила. То доводи до неспоразума између ње и доктора Ивана. Она се напокон враћа кући, само што се тамо све променило. Милојевић почиње да схвата да је, можда, погрешио улазећи у конфронтацију са некадашњим сарадницима. Ствари су компликованије него што се на први поглед чинило.Ова епизода је унакрсна са серијом Убице мог оца. |              |                |                |                                   |                      |
| 36 | 12           | „Епизода 3.12” | Мирослав Лекић | Владимир Кецмановић и Сташа Бајец | 29. мај 2022.        |
| Лазар панично уз помоћ Маје покушава да пронађе Богданија и Анино покајање због свега му није важно. Да ли ће откривање онога што се налазило у тајанственом товару респиратора приближити Милојевића Бакрачу и Лазару остаје да се види, јер се ради о нечем што их је све прерасло. Времена има мало, а њихови некадашњи сукоби и антагонизми су и довели у безизлазну ситуацију и марионетску позицију пред многима. Неко ће морати да настрада. |              |                |                |                                   |                      |